# Babelomurex purpuratus
Babelomurex purpuratus is een slakkensoort uit de familie van de Muricidae. De wetenschappelijke naam van de soort is voor het eerst geldig gepubliceerd in 1859 door Chenu.